# Juan de Torquemada

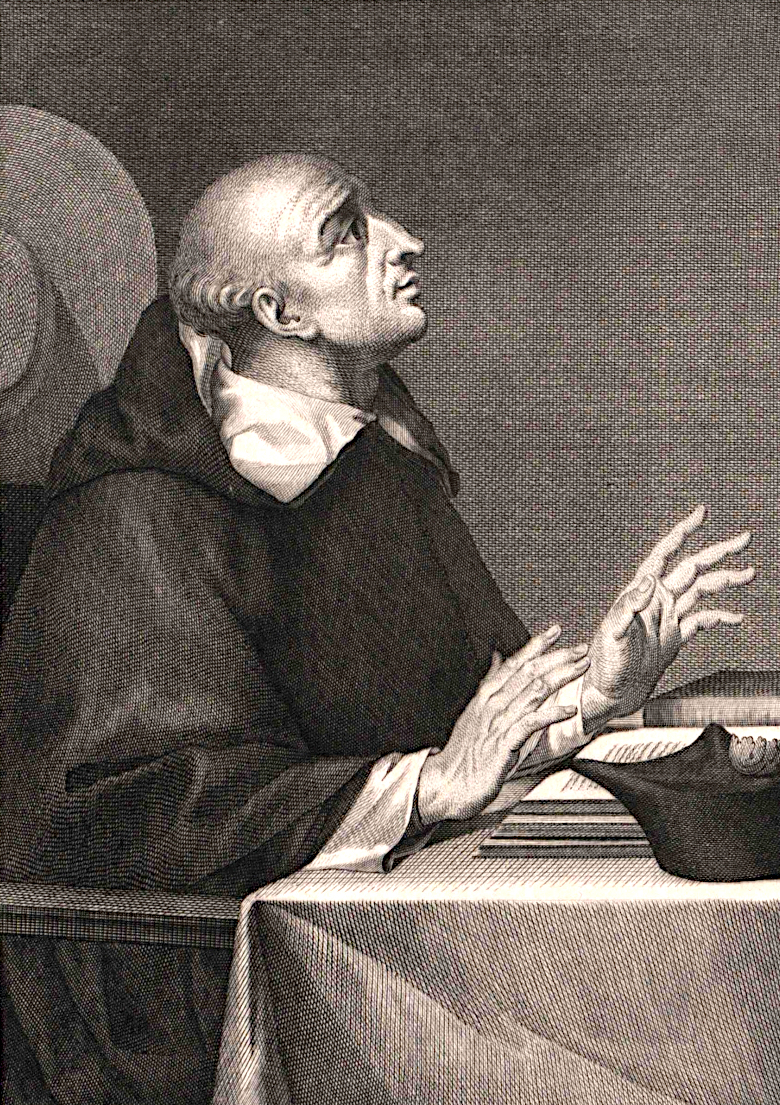
Stich aus «Retratos de Españoles ilustres» angefertigt für die königliche Druckerei Real Imprenta de Madrid

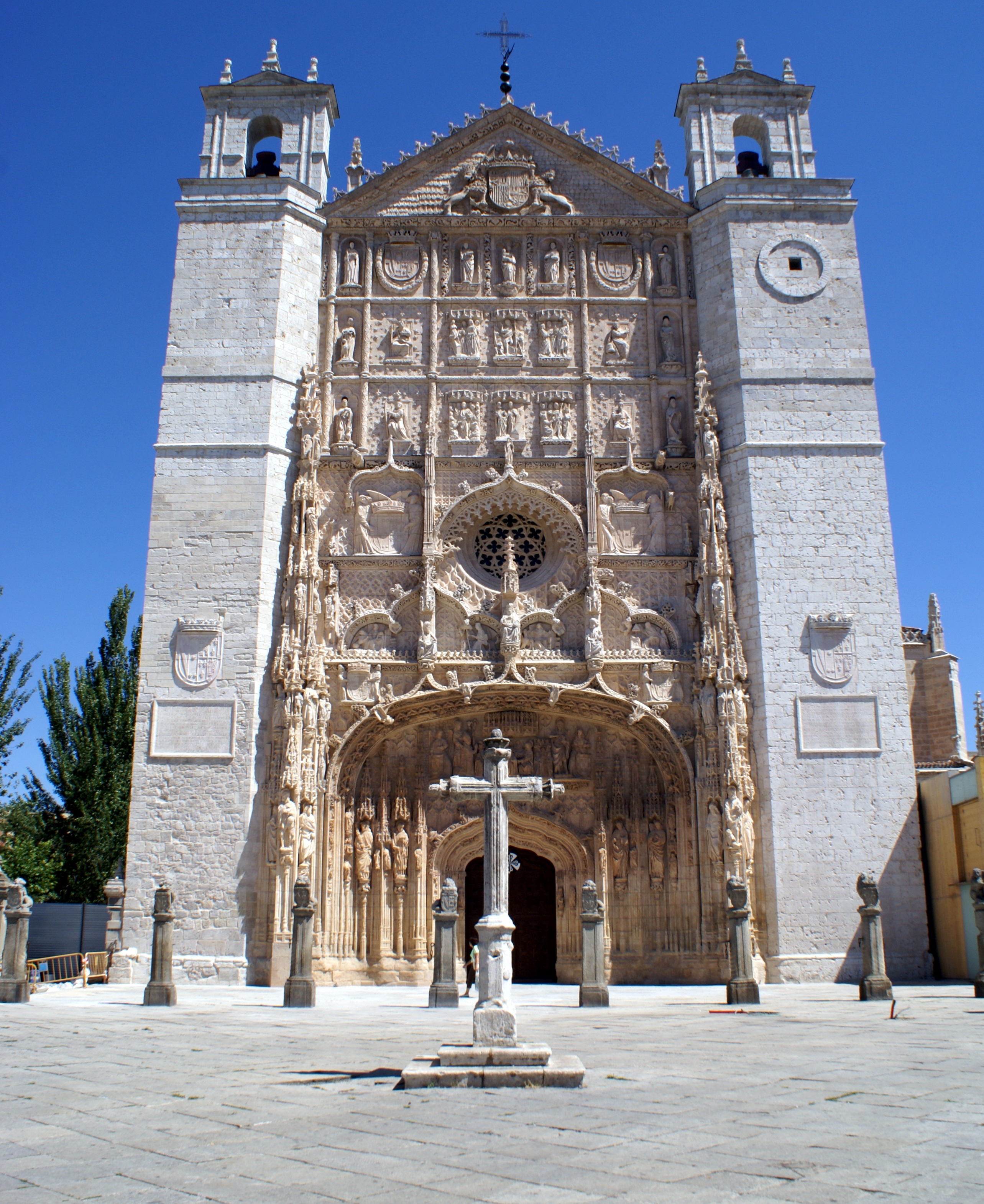
Das Dominikanerkloster von Valladolid mit der Kirche San Pablo wurde von Juan de Torquemada im Jahr 1445 in Auftrag gegeben.

Juan de Torquemada oder Johannes de Turrecremata OP (* um 1388 in Valladolid; † 26. September 1468 in Rom) war ein spanischer Kardinal  und Theologe des 15. Jahrhunderts, der sich besonders durch seine eindrücklich geschlossene Kirchenlehre, in der er für die absolute Oberhoheit des Papstes über Konzile und Fürsten eintrat, einen Namen gemacht hat.

## Leben
Torquemada wurde im Jahr 1388 in Valladolid in ein kastilisches Adelsgeschlecht geboren. Nach seinem Studium in Salamanca und Paris erhielt er 1425 seinen Magister der Theologie. Am Konstanzer Konzil nahm er 1417 in Begleitung seines Provinzials teil. Nachdem er Prior der Konvente zu San Pablo/Valladolid und San Pedro Martir/Toledo geworden war, vertrat er im Jahr 1431 die kastilischen Dominikaner bei einer Zusammenkunft ihres Ordens in Lyon. Schließlich ging er als Ordensdelegierter und Gesandter des Königs von Kastilien, Juan II., zum Basler Konzil, wo er zum herausragendsten Vertreter der papalistischen Positionen wurde. Als „Gegenspieler“ von Juan de Segovia trat er für die Oberhoheit des Papstes über das Konzil ein. Dafür wurde er 1434 durch Papst Eugen IV. zum magister sacri palatii gemacht und 1439 mit der Bezeichnung defensor fidei geehrt. Er vertrat den Papst auch in Kastilien, auf dem Reichstag zu Nürnberg im Jahre 1438, in Mainz 1439 und auf der Klerusversammlung in Bourges 1438, bei der die Pragmatische Sanktion von Bourges gegen heftigste römische Opposition erlassen wurde.
Am 18. Dezember 1439 kreierte Papst Eugen IV. Torquemada zum Kardinal. Im Januar 1440 erhielt er als Kardinalpriester die Titelkirche San Sisto. Zum Kardinalbischof von Palestrina (als Juan V.) wurde er 1460 erhoben, zudem im selben Jahr zum Bischof von León ernannt. Ab 1463 bis zu seinem Tod 1468 schließlich war er Kardinalbischof von Sabina (als Juan VI.).
Die Abtei Subiaco, die er schon 1455 übernommen hatte, reformierte er in wenigen Jahren nach seinen Vorstellungen zur Kommende. Unter den folgenden Päpsten Nikolaus V. und Pius II. tat Torquemada sich besonders als Widersacher des Islams hervor und folgerichtig auch als eifriger Befürworter der Kreuzzugsidee. Doch die schwache Resonanz auf der Fürstenversammlung von Mantua im Jahre 1459/60 verhinderte geplante Kreuzzüge. Torquemada verstarb 1468 in Rom und wurde in Santa Maria sopra Minerva begraben.

## Werk
Torquemada ist einer der vehementesten Widersacher des Konziliarismus und hat dazu sein Hauptwerk, die Summa de Ecclesia, als Antwort auf die zeitgenössische Kirchenkritik geschrieben. Darin entfaltet er eine eindrücklich geschlossene Theorie, die den Papst an der Spitze der institutionalisierten Kirche sieht und ihn mit der gesamten Gewaltenfülle ausgestattet sehen will. Damit hatte er einen weitreichenden Einfluss auf die Theologie seiner Zeit, auch wenn er sich argumentativ zumeist der Kanonistik bediente. Mit thomistischen Argumenten, also letztlich aristotelisch konstruiert, leitet er die Funktion des Papstes als eines presidens ab, „der durch seine 'auctoritas' das gesamte Gemeinwesen zu richtigen Ziele leitet.“ Der Papst müsse „alles Notwendige“ zum Wohle des Gemeinwesens in Angriff nehmen können und daher stehe ihm „volle Gewalt“ zu. Dies sei dadurch gerechtfertigt, dass er seine Amtsgewalt vor allen anderen, insbesondere auch vor den weltlichen Fürsten und Königen erhalten habe.
Persönliche Amtsausübung ist für Torquemada eine Selbstverständlichkeit und Notwendigkeit. Die Herrschaft aus den Beherrschten abzuleiten lehnt er ebenso ab, wie Ockhams Vorstellung, dass ein beliebiges Verbandsmitglied im Notfalle ersatzweise die Lücke ausfüllen könne. Torquemada führt (zukunftsweisend) neben den klassischen Terminus für die „Fülle der Gewalt“, nun auch die totalitas der Gewalt, die natürlich dem Papst zustehe, ein. Mit dieser Fixierung auf eine Person stellt er den konziliaren Argumenten für einen Korporatismus, den Papst, als von Gott eingesetztem, monarchischem Oberhaupt der Kirche entgegen. Die einzige Ausnahme, der Fall der Häresie oder des Schismas, in welcher der Papst dem Konzil unterworfen sei, schwächt dies nicht prinzipiell ab, und ist gewissermaßen der letzte Rest von dem, was jahrzehntelang auf den Konzilien so überzeugt diskutiert worden war. Man kann Torquemadas Position als Konsequenz aus dem Scheitern des Basler Konzils begreifen. Inwieweit und ob dieses Ausbleiben der Reform der katholischen Kirche im 15. Jahrhundert die Reformation des 16. Jahrhunderts heraufzuführen geholfen hat, ist eine interessante Frage.
In der Mariologie widersprach Torquemada der Lehre von der Unbefleckten Empfängnis.

## Werke

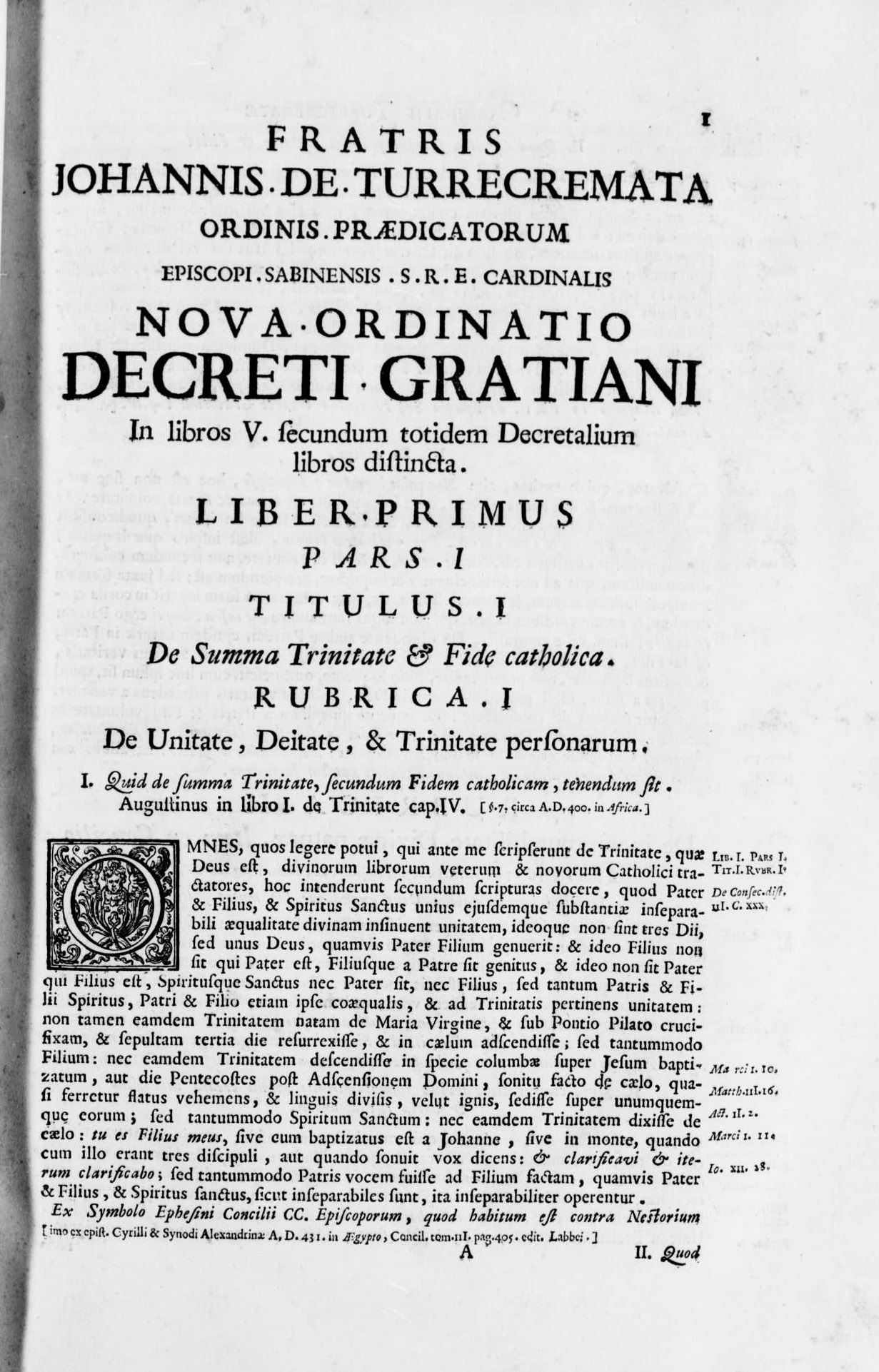
Decretum Gratiani, 1727

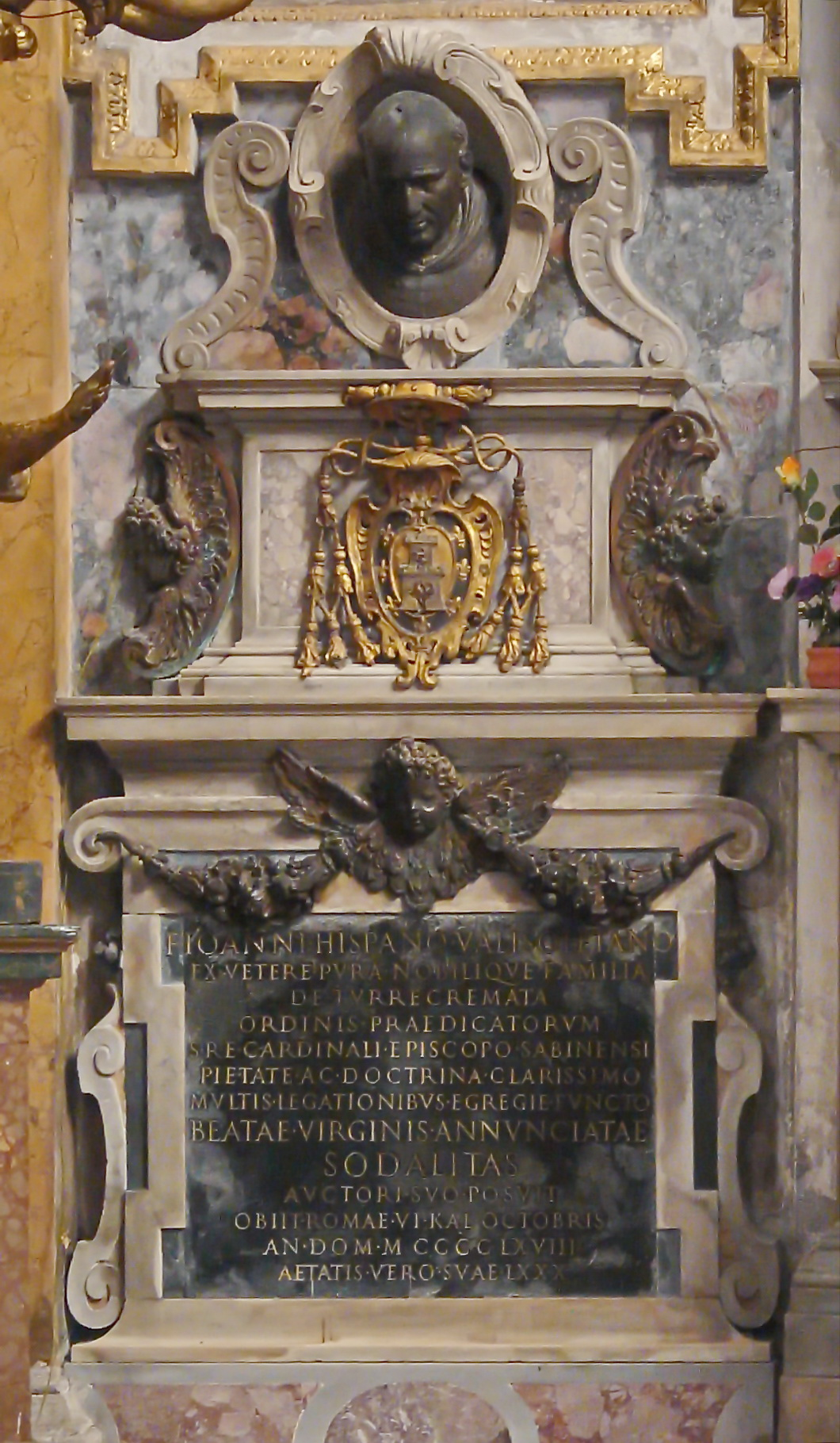
Grabmal des Kardinals mit seinem Wappen (Kirche Santa Maria sopra Minerva, Rom)

- Meditationes, seu Contemplationes devotissimae (Rom, 1467)[3]
- In Gratiani Decretum commentarii (4 vols., Venedig, 1578)
  - Decretum Gratiani. Girolamo Mainardi, Rom 1727 (Latein, beic.it).
- Expositio brevis et utilis super toto psalterio (Mainz, 1474)
- Quaestiones spirituales super evangelia totius anni (Brixen, 1498)
  - Quaestiones Evangeliorum de tempore et de sanctis. Petrus in Altis de Olpe, Köln 23. VIII. 1478 (Digitalisat)
- Symbolum pro informatione Manichaeorum (El bogomilismo en Bosnia) (Publicaciones del Seminario Metropolitano de Burgos. Serie B)[4][5]
- Tractatus contra Madianitas et Ismaelitas: defensa de los judíos conversos, (Publicaciones del Seminario Metropolitano de Burgos. Serie B, v. 2) (Burgos, 1957).
- Summa ecclesiastica (Salamanca, 1550) [or Summa de ecclesiastica potestate] or "Summa de ecclesia (Summa de Ecclesia una cum eiusdem apparatu nunc primum in lucem edito, super decreto Papae Eugenii IIII in concilio Florentino de Unione Graecorum – Venetiis [Venedig]: apud Michaelem Tramezinum, 1561).
  - Summa de Ecclesia contra impugnatores potestatis Summi Ponteficis. Johann Trechsel, Lyon 1496 (Latein, beic.it).
- Responsio invectiva ad decretum damnationis Basiliensium (Tadelnde Entgegnung auf das Verurteilungsdekret der Basler Konzilsväter) 1439/1440[6]